# 中条忍
中條 忍（中條 忍、ちゅうじょう しのぶ、1936年1月2日 - ）は、日本のフランス文学者、青山学院大学名誉教授。ポール・クローデルが専門。

## 略歴
横浜市生まれ。横浜市立桜丘高等学校、1959年東京大学文学部仏文科卒、1967年同大学院人文科学科博士課程満期退学。青山学院大学講師、1970年助教授、1983年教授。2003年に定年退任し名誉教授。

## 著書
- 『ポール・クローデルの日本 〈詩人大使〉が見た大正』（法政大学出版局） 2018

### 共著・監修
- 『クローデルと日本 クローデル歿後50年国際会議・シンポジウム論文集』（支倉崇晴共編、クローデル歿後50年記念企画委員会） 2006
- 『ギリシア劇と能の再生 声と身体の諸相』（佐藤亨・廣木一人・伊達直之・村田真一・堀真理子・外岡尚美共著、水声社、青山学院大学総合研究所叢書） 2009 編者代表
- 『日本におけるポール・クローデル クローデルの滞日年譜 Claudel au JAPON 1898・1921 - 1927』（大出敦・篠永宣孝・根岸徹郎編、クレス出版） 2010 監修
- 『ポール・クローデル 日本への眼差し』（大出敦・三浦信孝共編、水声社） 2021 - 国際シンポジウム
- 『ポール・クローデル』（アンヌ・ユベルスフェルト、水声社） 2023 監訳（訳者代表）

## 翻訳
- 『人間その運命』（ルコント・デュ・ヌイ、山崎庸一郎共訳、彌生書房、彌生選書） 1970
- 『シモーヌ・ヴェーユ伝』（ジャック・カボー、山崎庸一郎共訳、みすず書房） 1974、度々新版
- 『カレル、この未知なる人』（ジャン=ジャック・アンチエ、春秋社） 1982
- 『文学と信仰のはざまで 往復書簡』（ジャック・リヴィエール / ポール・クローデル、山崎庸一郎共訳、彌生書房） 1982。後者を担当
- 「小羊」（モーリヤック、「著作集5」春秋社） 1983
- 『熱き想いの日々 遺された天才の断章』（アレクシー・カレル、春秋社） 1984
- 『ヌゥヴォ・テアトルの歴史』（ジュヌヴィエーヴ・セロー、思潮社） 1986
- 『メロドラマ フランスの大衆文化』（ジャン=マリ・トマソー、晶文社） 1991

## 参考
- 『メロドラマ フランスの大衆文化』晶文社、訳者紹介